# Тайпан Маккоя
Тайпан Маккоя (лат. Oxyuranus microlepidotus) — вид ядовитых змей из рода Тайпаны семейства аспидовых, обитающий в центральной Австралии. Считается самым ядовитым видом змей в мире, хотя летальные исходы вследствие его укусов у человека неизвестны.

## Внешний вид
Взрослая особь может достигать длины 1,9 м, реже — до 2,5 м. Окрас спины варьирует от тёмно-коричневого до соломенного. Тайпан Маккоя — единственная змея Австралии, которая меняет цвет в зависимости от времени года: зимой (в июне-августе), когда не так жарко, эта змея заметно темнее. Голова вообще может приобретать глянцево-чёрный цвет.

## Распространение
Обитает в Австралии на западе и северо-западе штата Квинсленд, северо-востоке Северной территории и крайнем западе Нового Южного Уэльса. Имеются также старые указания на находки этого вида на границе Виктории. Эти змеи населяют сухие равнины и пустыни, прячась в трещинах и разломах почвы, из-за чего их крайне трудно обнаружить.

## Образ жизни
Рацион состоит практически полностью из мелких млекопитающих. Самки откладывают 12—20 яиц в глубоких трещинах или в заброшенных норах. Инкубация длится до 66 дней.

## Яд
Тайпан Маккоя считается самым ядовитым видом змей в мире. Его яд примерно в 180 раз сильнее яда кобры; его полулетальная доза составляет 0,01 мг/кг. В среднем от одной змеи получают 44 мг яда — этой дозы достаточно, чтобы убить 100 человек или 250 000 мышей. Однако тайпан Маккоя менее агрессивен, чем обыкновенный тайпан; все задокументированные случаи укусов первого были результатом неосторожного обращения с ним.